# Lago Shikotsu
Il lago Shikotsu è un lago vulcanico giapponese, situato nel parco nazionale di Shikotsu-Tōya, nell'Hokkaidō.
Il nome del lago deriva da un termine del linguaggio ainu, shikot, traducibile indicativamente come cavità. Con la sua profondità media di 265 metri, è il secondo lago più profondo del Giappone, preceduto soltanto dal lago Tazawa. Nel 1895 è stata inserita al suo interno una varietà di salmone rosso, di conseguenza viene frequentemente praticata la pesca.

## Leggende
Secondo una leggenda del folklore Ainu il lago, come altri laghi dell'Hokkaidō, sarebbe abitato da un Amemasu, uno yōkai con l'aspetto di creatura marina gigantesca, simile ad una grande balena, il cui corpo occuperebbe gran parte del lago e sarebbe responsabile di onde e terremoti in grado di causare naufragi e inondazioni.